# 秋本真吾
秋本 真吾（あきもと しんご、1982年4月7日 - ）は、福島県大熊町出身の元陸上競技選手。現在はスプリントコーチ。夫人は元スピードスケートおよび自転車競技選手の大菅小百合。
大熊町立大熊中学校から福島県立双葉高等学校をへて国際武道大学体育学部卒。最終学歴は国際武道大学大学院修士課程修了。
大学院修士課程修了後、アジアパートナーシップファンド(APF)に所属。その後は釣具会社アムズデザインに就職しチームアイマに所属。その後はプロになるため独立。スポンサーにサプリメント会社ペプトワンとピーエスと契約。2012年のロンドンオリンピックの選考会となった日本選手権を最後に現役を引退。
2011年3月11日の東日本大震災により故郷である福島県大熊町が被災。大熊町は福島第一原子力発電所事故の影響により帰宅困難地域となっている。実家は福島第一原子力発電所から7kmの位置にある。
大熊町の中学生にスパイクやユニフォームを寄付する活動を行った。自身のHPで缶バッジを販売しその寄付金でハードルを購入し大熊町の小学生にハードル授業を行うなど率先した支援活動を続けている。
2012年6月のロンドンオリンピックの選考会である日本選手権後に自身のtwitter、blog等で引退を発表。アキレス腱痛を抱えてのレースだったことを明かした。
引退後はスプリントコーチとしてJリーグ、プロ野球チームのスプリントコーチとして活動。

## 経歴

### 中学時代
中学時代はバスケットボール部に所属。陸上は3年間棒高跳の選手。最高実績は福島県大会7位。

### 高校時代
双葉高校進学後、陸上部へ入部。1年目は棒高跳、三段跳に多く出場している。どれも県大会予選落ちという結果。2年目からトラック種目に出場し始める。本格的に始めた400mハードルでは県新人大会にて5位入賞。3年目では400mハードルにて東北大会で6位入賞を果たしインターハイ出場を決めた。インターハイでは予選落ちに終わっている。

### 大学時代
国際武道大学進学後、順調に記録を伸ばし3年目でグランプリシリーズ初入賞。4年目では国体、グランプリシリーズで入賞。初の日本ランキングトップテン入りする。

### 大学院時代
国際武道大学大学院進学後は、1年目、2年目と日本選手権ファイナリストに。2年目のシーズン最終戦である実業団・学生対抗陸上競技大会で自己ベストである50秒12を記録した。200mハードルでは22秒86の学生最高記録を樹立した。修士論文の題目は「大腰筋の筋肥大が疾走パフォーマンスに及ぼす影響」。

### 社会人時代
アジアパートナーシップファンド(APF)に所属時代は2年連続でグランプリ入賞。その後、釣具会社アムズデザインに就職しチームアイマに所属。400mハードルグランプシリーズで2位、日本選手権5位。特殊種目の200mハードルにて22秒80のアジア最高記録、日本最高記録を樹立。全日本実業団4×400mR 優勝(4走）。

### プロ時代
2010年に釣具会社アムズデザインを退職しプロとなった。スポンサーはピーエスとペプトワン。2011年はグランプリシリーズで入賞を果たすも怪我アキレス腱痛や左膝靭帯損傷に悩まされ後半シーズンはハードルレースに出場する事ができなかった。
2012年のロンドンオリンピックの選考会を最後に現役を引退。

### 現在
- Jリーガー、プロ野球選手、ラグビー、アメフト選手など幅広くランニングのコーチとして指導[2]。年間1万人を超える[要出典]小中学生にも走り方教室を展開。
- 2016年から2021年まで阪神タイガースの臨時コーチに就任。
- 2022年、この年からJリーグに加盟したいわきFCのスプリントコーチに就任[3]
- 2023年9月、いわきFCから出向する形で、WEリーグ所属のマイナビ仙台レディースのスプリントコーチに就任[4]。
- 2023年に埼玉西武ライオンズのハイパフォーマンスグループのスプリントコーチに就任。

## 記録
| 年            | 100m   | 200m   | 400m   | 110mH  | 400mH  | 200mH  | 戦績 |
| ------------- | ------ | ------ | ------ | ------ | ------ | ------ | --- |
| 2000年（高3） | 11秒6  | 23秒0  | 49秒94 |        | 55秒06 |        | 400m（福島県大会5位）400mハードル（福島県大会2位、東北大会6位）                                         |
| 2001年（大1)  |        |        | 49秒2  |        | 52秒73 |        | 400mハードル（東北選手権5位）                                                                           |
| 2002年（大2） |        |        | 48秒6  |        | 52秒01 |        | 400mハードル（東北選手権2位）                                                                           |
| 2003年（大3） |        |        | 48秒3  |        | 51秒53 |        | 400mハードル（グランプリシリーズ石川8位）                                                               |
| 2004年（大4） |        |        | 48秒34 |        | 50秒85 |        | 400mハードル（関東インカレ1部5位、グランプリシリーズ静岡7位、グランプシリーズ群馬6位、国民体育大会8位） |
| 2005年（院1） |        | 21秒2  |        | 14秒44 | 50秒80 | 23秒31 | 400mハードル（関東インカレ2部2位、日本選手権7位、グランプリシリーズ群馬7位）                            |
| 2006年（院2） | 10秒83 |        | 47秒99 |        | 50秒12 | 22秒89 | 400mハードル（関東インカレ2部1位、日本選手権8位、日本インカレ4位、国民体育大会5位）                     |
| 2007年（社1） |        |        |        |        | 51秒25 |        | 400mハードル（グランプリシリーズ和歌山5位）                                                             |
| 2008年（社2)  | 10秒44 | 21秒55 |        |        | 51秒43 |        | 400mハードル（グランプリシリーズ和歌山6位）                                                             |
| 2009年（社3） | 10秒67 |        |        |        | 51秒20 |        | 400mハードル（全日本実業団6位）                                                                         |
| 2010年（社4） | 10秒60 | 21秒63 | 47秒45 |        | 50秒20 | 22秒80 | 400mハードル（日本選手権5位、グランプリシリーズ2位、全日本実業団3位）                                   |
| 2011年（社5） | 10秒63 | 21秒60 | 47秒93 |        | 50秒45 |        | グランプリシリーズ5位                                                                                   |
| 2012年（社6） | 10秒85 |        |        |        |        |        | |